# Euriphene mawamba
Euriphene mawamba is een vlinder uit de onderfamilie Limenitidinae van de familie Nymphalidae. De wetenschappelijke naam van de soort is voor het eerst geldig gepubliceerd door George Thomas Bethune-Baker.